# Smaragden Koningin
De Smaragden Koningin is een personage uit de boeken van de Slangenoorlog, geschreven door Raymond E. Feist.
In de boeken voert ze een heel leger aan, bestaande uit Panthatiërs, Saaurs, een demon en mensen. Met dat leger probeert ze bij de Levenssteen te komen. Als ze die bereikt zal al het leven op de planeet Midkemia vernietigd worden. Ze slaagt erin het halve Koninkrijk te veroveren, maar kan Sethanon, waar de Levenssteen verborgen ligt, niet bereiken. Dit wordt haar verhinderd door de legers van het Koninkrijk, aangevoerd door Erik von Zwartheide en Owen Grijslok.
De Smaragden Koningin wordt zo genoemd omdat ze saffieren en andere edelstenen rond zich drapeert. Ze is getrouwd geweest met Nakur de Isalani. Ze is de moeder van Miranda, de vrouw van Puc.